# Bitwa o Tampere
Bitwa o Tampere – bitwa stoczona podczas wojny domowej w Finlandii między 15 marca a 6 kwietnia 1918 r., pomiędzy fińskimi oddziałami białych i czerwonych. Największa i najsłynniejsza bitwa fińskiej wojny domowej, trwająca w pamięci szczególnie z uwagi na krwawe wydarzenia, jakie nastąpiły po niej – dokonane przez białych egzekucje setek czerwonych i osadzenie 11 tys. jeńców wojennych w obozie Kalevankangas.

## Tło wydarzeń
W drugiej dekadzie XX w. Tampere było trzecim co do wielkości miastem Finlandii, licząc, razem z przedmieściami, ok. 60 tys. mieszkańców. Było równocześnie najbardziej zindustrializowanym miastem w Finlandii i uważano je za stolicę fińskiego ruchu robotniczego. Odegrało kluczową rolę w strajku generalnym w Finlandii w 1905 r., było silnym ośrodkiem związków zawodowych i Socjaldemokratycznej Partii Finlandii.
Gdy w końcu stycznia 1918 r. wybuchła wojna domowa w Finlandii, czerwoni usiłowali przejąć ważny węzeł kolejowy w Haapamäki, 100 km na północ od Tampere. Krótko potem w odległości 50–60 km na północ od miasta ustabilizowała się linia frontu, a front ten stał się głównym teatrem wojny. Znaczna liczba robotników i połączenia kolejowe uczyniły z Tampere główną bazę fińskiej Czerwonej Gwardii, chociaż sam rząd czerwonych urzędował w Helsinkach. Czerwona Gwardia w Tampere miała ponad 6 tys. członków, w tym 300 kobiet.

## Oblężenie Tampere
Po klęsce ofensyw czerwonych w końcu lutego i na początku marca 1918 r. 15 marca biali rozpoczęli operację, której celem było Tampere. Zamierzali oni otoczyć siły czerwonych na froncie tavastehuskim (od szwedzkiej nazwy Hämeenlinny – Tavastehus), a następnie uderzyć na miasto. Do ciężkich walk doszło w Jämsä, Orivesi, Ruovesii Vilppula. Najbardziej zacięte z nich były bitwy pod Länkipohja w Jämsä (16 marca) i pod Orivesi (18 marca). Ostatecznie front załamał się i wojska czerwonych wycofały się w kierunku Tampere, gdzie mieli oni po swojej stronie 15 tys. żołnierzy. Zamiast kapitulować, sztab czerwonych postanowił bronić miasta tak długo, jak będzie to możliwe. Biali dotarli do Tampere i otoczyli je 23 marca. Ich siły wynosiły 17 tys. ludzi; była to największa operacja w fińskiej wojnie domowej. Związane z bitwą o miasto starcia miały miejsce w rejonie Ylöjärvi, Pirkkali, Messukylä, Aitolahti, Lempäälä, Vesilahti i Tottijärvi, a także dalej na zachód, na froncie satakunckim, w Karkku i Hämeenkyrö.

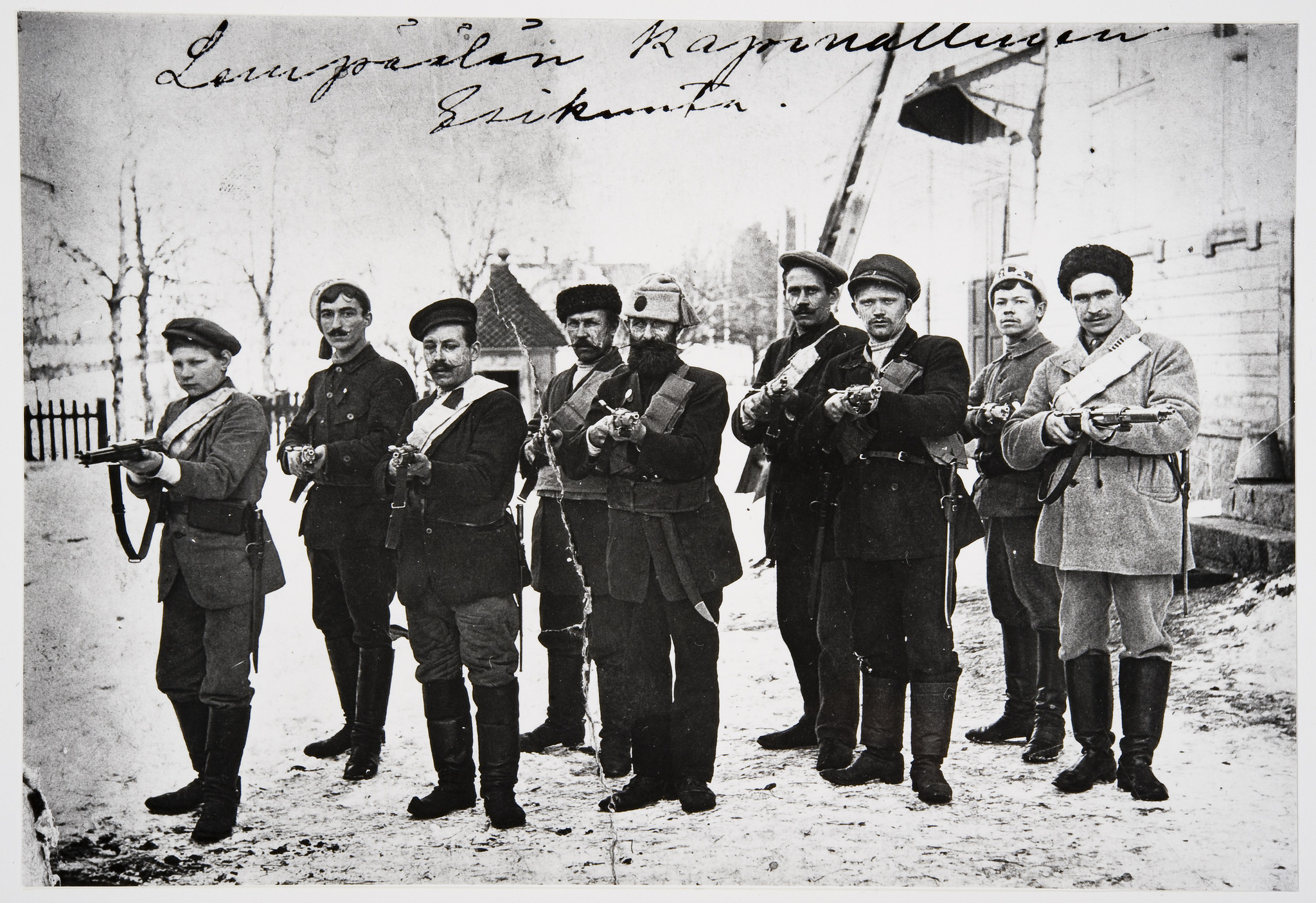
Czerwonogwardziści w Lempäälä

23 marca biali zbliżyli się do Tampere od północnego wschodu i starli się z obroną czerwonych w Vehmainen, 10 km na wschód od miasta. Następnego dnia atakowali przedmieście Messukylä i wioskę Lempäälä, położoną 15 km na południe od Tampere, jednak zostali odparci. Artyleria białych przystąpiła do bombardowania miasta, co zmusiło czerwonych do ewakuowania wschodniej robotniczej dzielnicy Tammela. Następnie biali zajęli wioskę Kangasala, położoną 15 km na wschód od Tampere, jednak 300 czerwonych zdołało, dzięki użyciu pociągu pancernego, przebić się przez nacierające wojska przeciwnika i wycofać się do Messukylä. Wieczorem 24 marca czerwoni ostatecznie stracili Lempäälä. Oznaczało to, że biali mogli przeciąć linię kolejową Riihimäki–Tampere i pozbawić przeciwników dostaw zaopatrzenia.
Biali zamknęli pierścień oblężenia 26 marca po zdobyciu stacji kolejowej Siuro na linii Tampere-Pori (20 km na zachód od Tampere). Tego samego dnia czerwoni opuścili pozycje obronne w Messukylä, wyznaczając nową linię obrony przy dzielnicy Kaleva. Biali zdołali również zdobyć położone 10 km na północny zachód od Tampere Ylöjärvi. Po opanowaniu tego punktu biali kontynuowali natarcie na miasto od zachodu w Epilä i od południa w Hatanpää, musieli się jednak z dużymi stratami wycofać. Z kolei czerwoni przypuścili kontratak w Lempäälä; 3500-osobowymi siłami dowodził Eino Rahja. W tym samym czasie próbę przebicia się, wzdłuż helsińskiej linii kolejowej, podjęła Czerwona Gwardia z Turku i Yläne. Atak ten zakończył się niepowodzeniem; pociąg pancerny musiał zawrócić, zginęło ok. 30 walczących. 27 marca walki trwały nadal w rejonach Messukylä–Kaleva area, Epilä i Lempäälä.

## Krwawy czwartek
28 marca biali ponieśli największe straty w ciągu jednego dnia od początku wojny; dzień ten nazwano następnie „krwawym czwartkiem”. Biali podjęli ofensywę na wielką skalę, by ostatecznie wkroczyć do miasta. Walki koncentrowały się w rejonie cmentarza Kalevankangas i hipodromu na wschodnich obrzeżach Tampere. Atak rozpoczął się o dziewiątej rano; po siedmiu godzinach walki biali zdołali wyprzeć czerwonych z dzielnicy Kaleva, ale nie dotarli do centrum miasta.

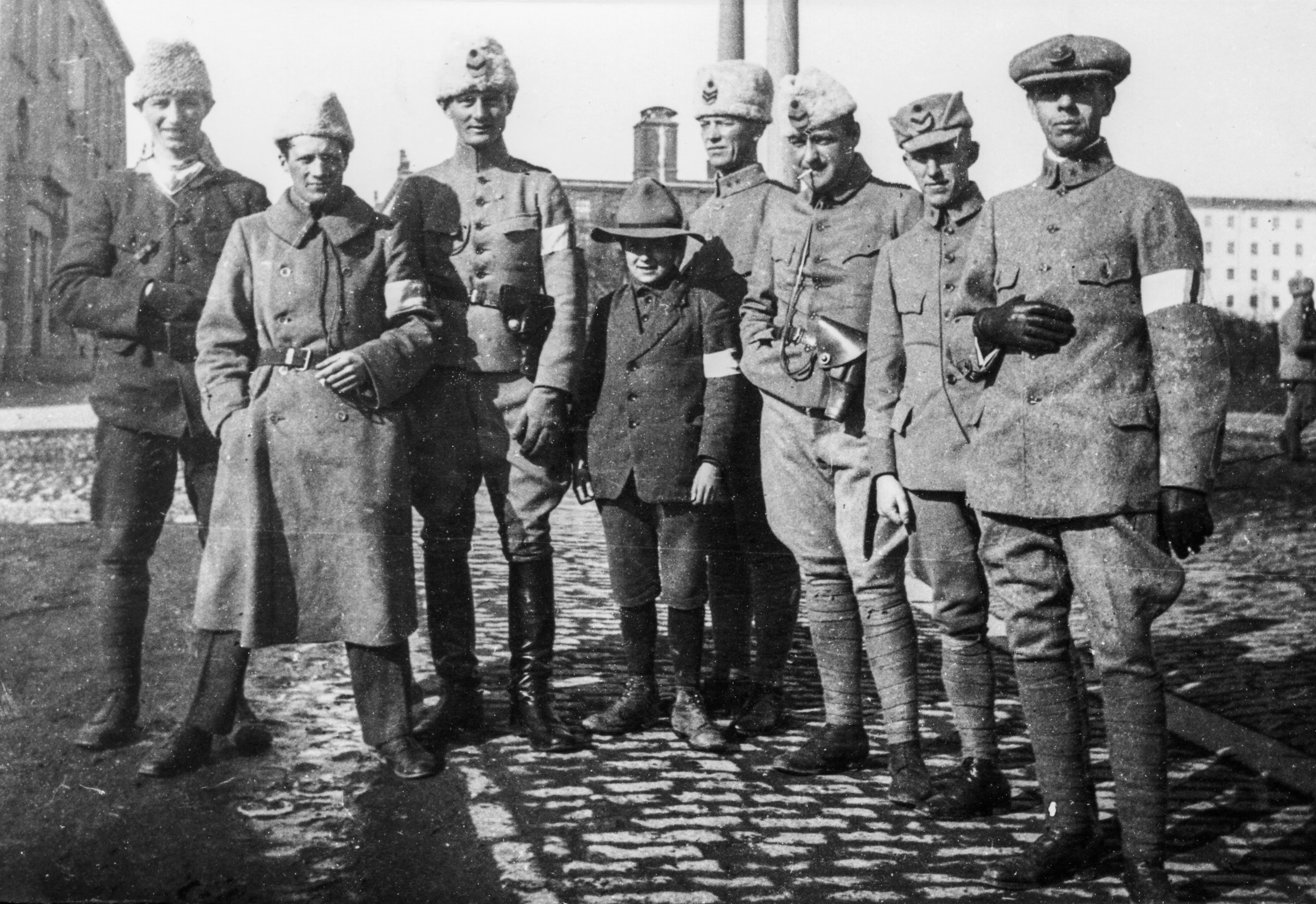
Ochotnicy z Brygady Szwedzkiej

W miejsce paramilitarnej Białej Gwardii, biali kierowali teraz do boju oddziały z poboru, dowodzone przez oficerów-jegrów. Dowodzenie poborowymi i kierowanie ich w rejony ciężkich walk było łatwiejsze, niż dowodzenie ochotnikami z Białej Gwardii. Problemem dla białych stał się w tej sytuacji nie brak dyscypliny, ale brak doświadczenia, który przekładał się na poważne straty. Trzy bataliony białych straciły przynajmniej 200 zabitych, a całość strat (rannych i zabitych) wyniosła 50% ogółu ich sił. Poważne straty odniosła również ochotnicza brygada szwedzka oraz szkoleni w Niemczech jegrzy. Szwedzi walczyli w białym kamuflażu śnieżnym, co czyniło z nich łatwy cel, gdyż śniegu w rejonie walk nie było prawie w ogóle. Podobnie jegrzy nosili zielone mundury, wyróżniające się na tle szarych strojów szeregowych. W rezultacie 400-osobowa brygada szwedzka straciła 20 zabitych, a jegrzy – 27 oficerów.
Czerwoni stracili tego dnia ok. 50–70 żołnierzy. Zginął ich dowódca Hugo Salmela, gdy w centrum dowodzenia przypadkowo wybuchł granat ręczny. Jego obowiązki przejął Verner Lehtimäki. Według francuskiego dziennikarza Henry’ego Laporte’a, emerytowanego oficera powracającego z oficjalnej misji do Rosji i autora opisu bitwy o Tampere zawartego w książce Le Premier Échec des Rouges, Lehtimäki jeździł samochodem przez linię frontu białych, tam i z powrotem, by zagrzewać swoich podkomendnych do walki.
Po nieudanym ataku biali wstrzymali ofensywę na kolejne pięć dni, jedynie artyleria stale ostrzeliwała miasto. Jej ogień zabił przynajmniej 20 cywilów, z których część popierała białych lub zajmowała w konflikcie neutralne stanowisko. Niemal całkowicie zostały zniszczone robotnicze dzielnice Tammela i Kyttälä. Walki trwały w tym czasie w Lempäälä, gdzie czerwoni nadal desperacko usiłowali się przebić.

## Bitwa w mieście

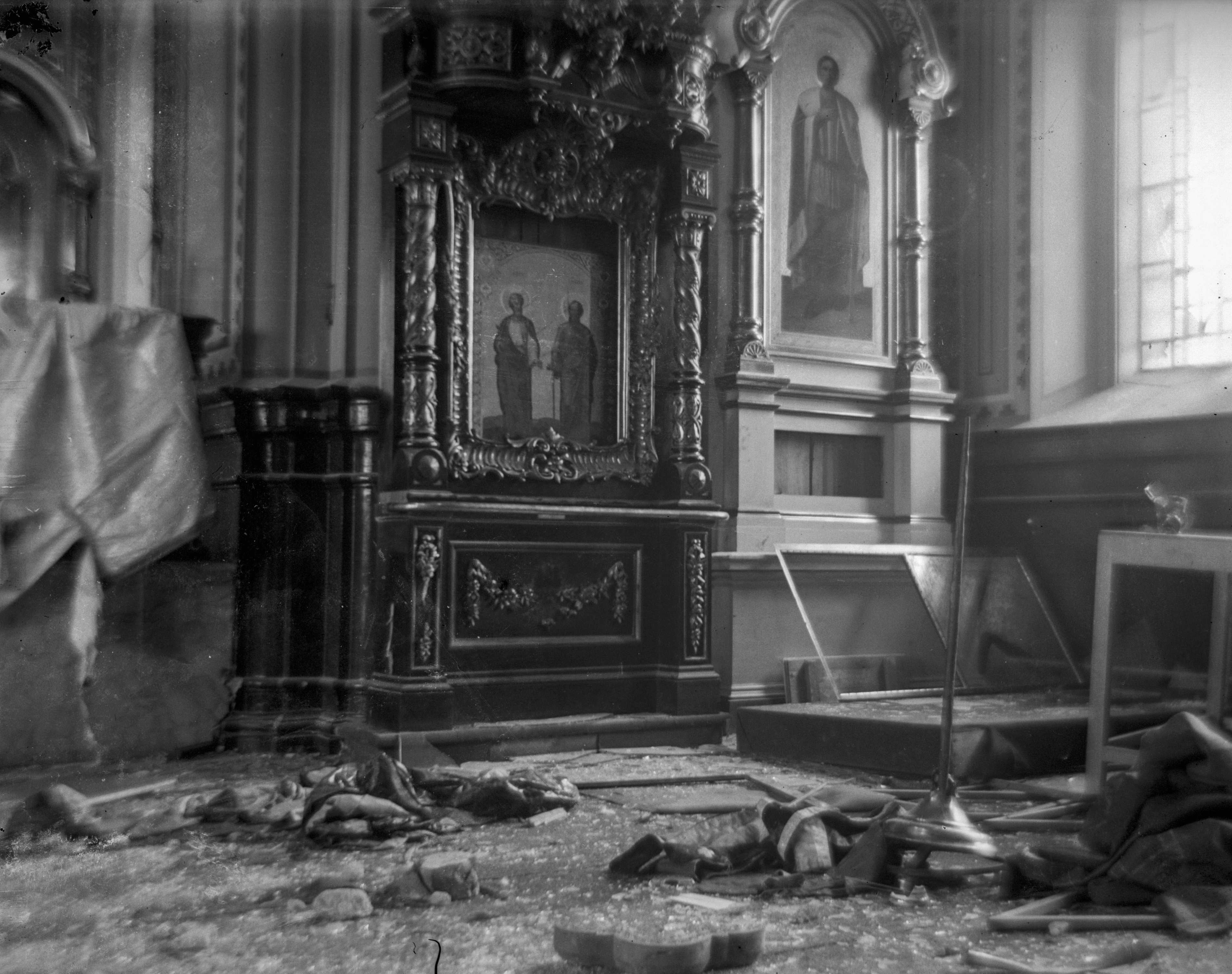
Zniszczenia w cerkwi św. Aleksandra Newskiego w Tampere

Biali przystąpili do decydującej ofensywy 3 kwietnia o godz. 2.30. Pierwszego dnia zdołali opanować wschodnie robotnicze dzielnice Tammela i Kyttälä, chociaż stawiono im tam silny opór. Walki toczyły się o każdy budynek. Biali ostatecznie dotarli do rzeki Tammerkoski dzielącej miasto na dwie części. Tego dnia biali stracili 207 zabitych, zaś czerwoni od 115 do 170, zginęło także blisko 20 cywilów. Jako że opuszczenie miasta było niemożliwe, mieszkańcy przedmieść uciekali do centrum miasta. Uchodźcy zajmowali kościoły i inne obiekty publiczne, miejscowi mieszkańcy kryli się w piwnicach. 1700 osób schroniło się w katedrze w Tampere.
Tego dnia miała miejsce jedna z najsłynniejszych operacji w bitwie. Oddział białych pod dowództwem jegra Gunnara Melina zajął pałac Näsilinna na wzgórzu Näsinkallio, lecz stracił go ponownie tego samego wieczora, gdyż główne siły białych nadal tkwiły na wschodnim brzegu Tammerkoski. Na dziedzińcu pałacu żołnierze Melina dokonali egzekucji 20 czerwonych po tym, gdy ci się poddali, chociaż wcześniej za pomocą ulotek rozpowszechniano deklarację dowódcy białych Carla Gustafa Mannerheima, iż jeńcy nie będą rozstrzeliwani.

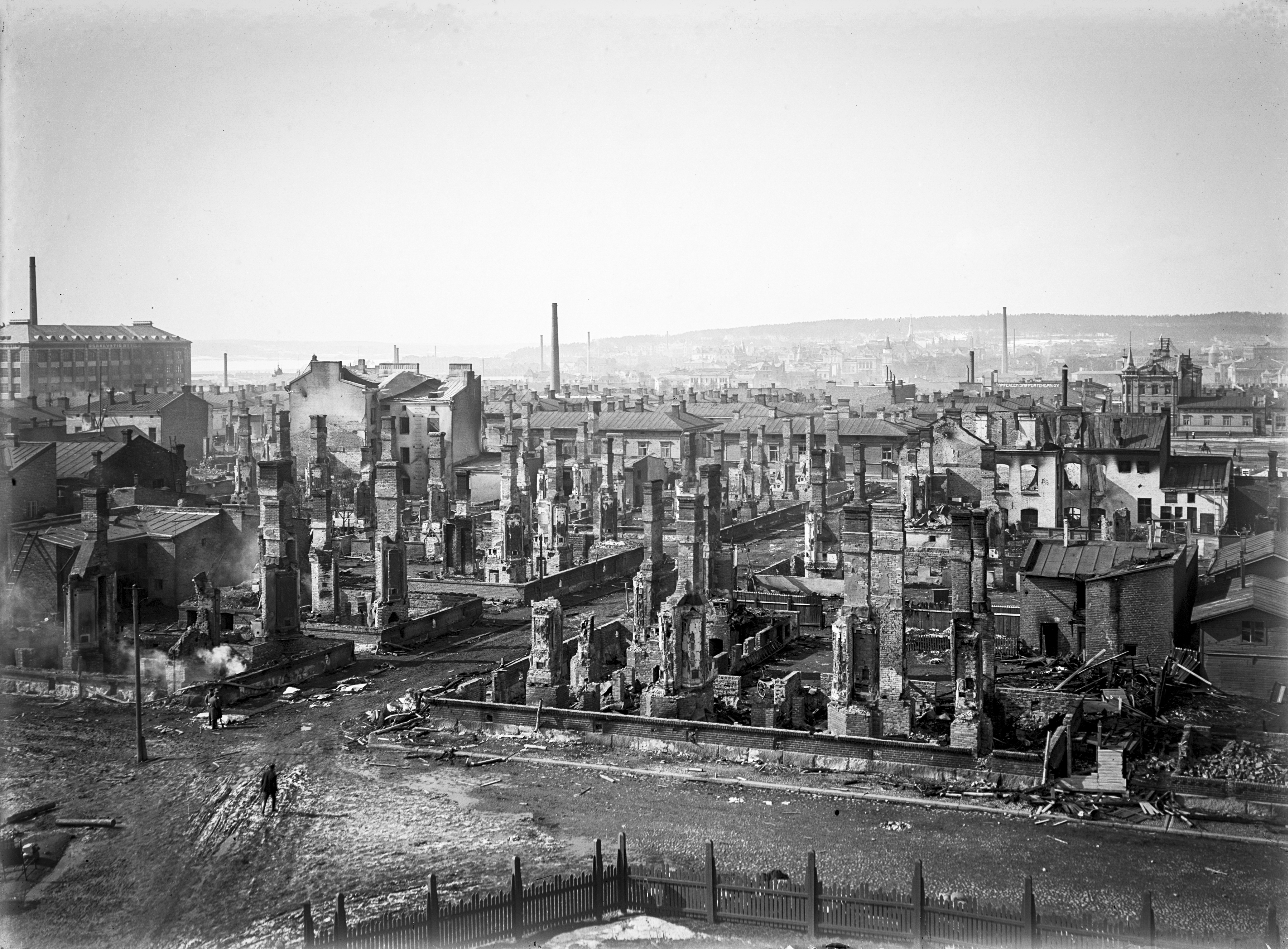
Zniszczona wskutek ostrzału dzielnica Tammela

Następnego ranka o godz. 4 biali przekroczyli Tammerkoski w kilku punktach, w tym na moście kolejowym oraz na mostach Satakunnansilta i Hämeensilta. Wieczorem dotarli do alei Hämeenpuisto w zachodniej części miasta. Ostatnim punktem oporu czerwonych był ratusz, broniony wspólnie przez mężczyzn i kobiety. Według legendy opór w tym miejscu trwał tak długo, gdyż to walczące w Czerwonej Gwardii kobiety odmawiały poddania się. Ostatecznie ostatni obrońcy ratusza skapitulowali o 5.30. Inni czerwoni wycofali się na zachodnie przedmieścia Pyynikki i Pispala. Wieczorem duża grupa zdołała uciec z Tampere przez zamarznięte jeziora Pyhäjärvi i Näsijärvi. Byli wśród nich dowódcy – Verner Lehtimäki, Ali Aaltonen i K. M. Evä.
6 kwietnia biali zamierzali zaatakować zachodnie przedmieścia, lecz o 8.30 na szczycie wieży na Pyynikki została zawieszona biała flaga. Bitwa zakończyła się, przez kilka następnych dni w mieście aktywnych było tylko kilku pojedynczych czerwonych snajperów.

## Bilans ofiar

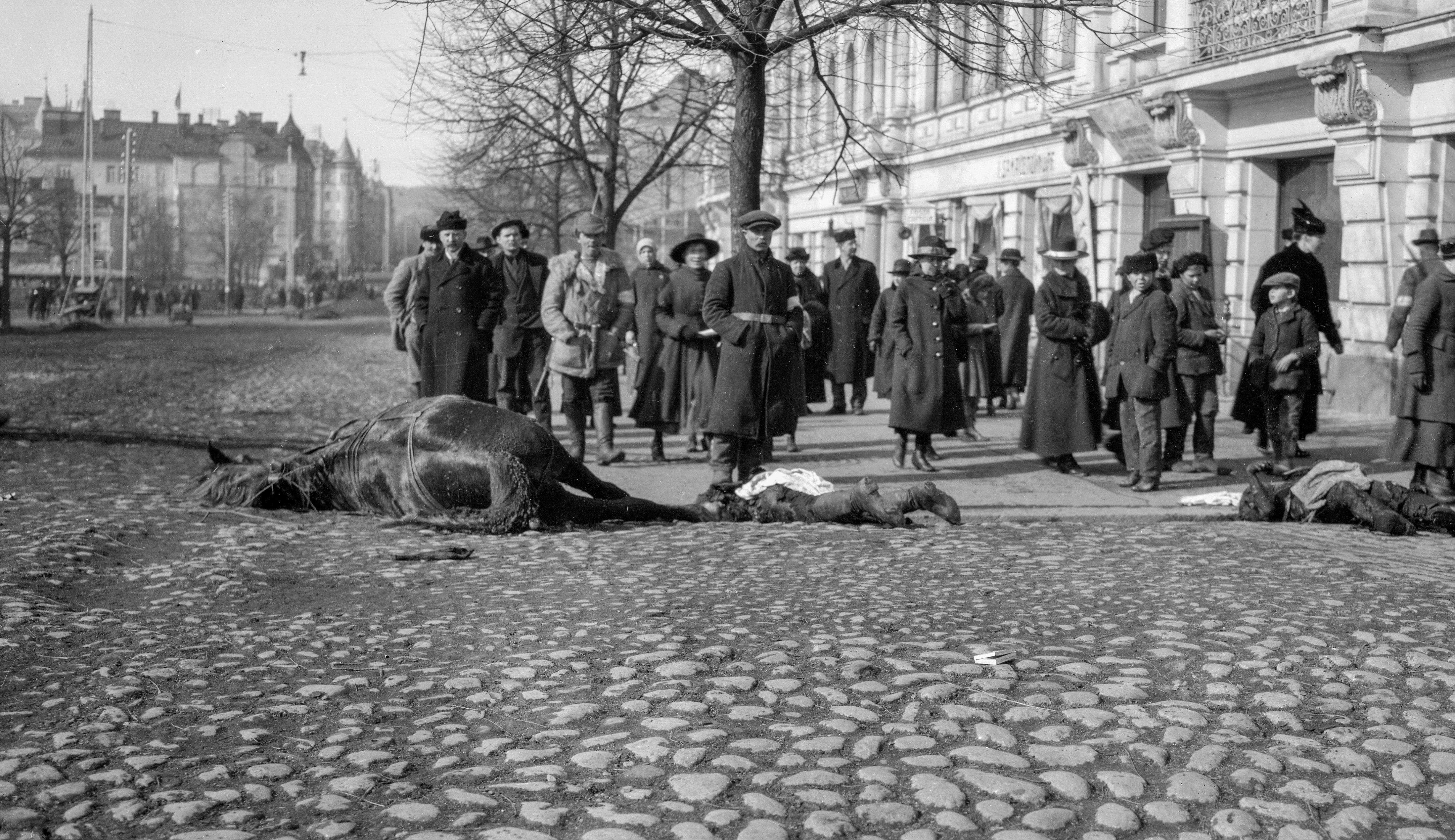
Zabici czerwoni na ulicy w Tampere

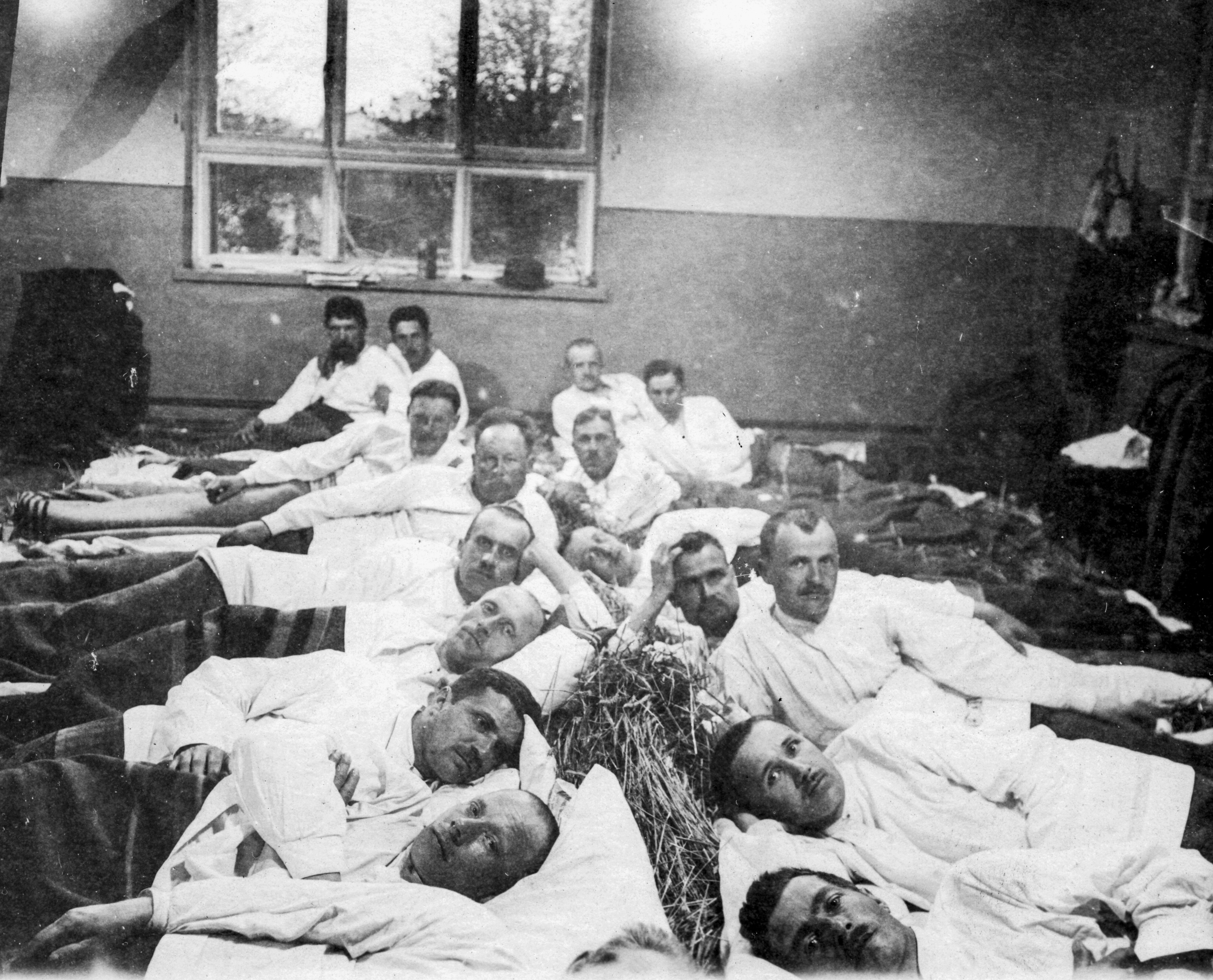
Ranni czerwonoarmiści w szpitalu

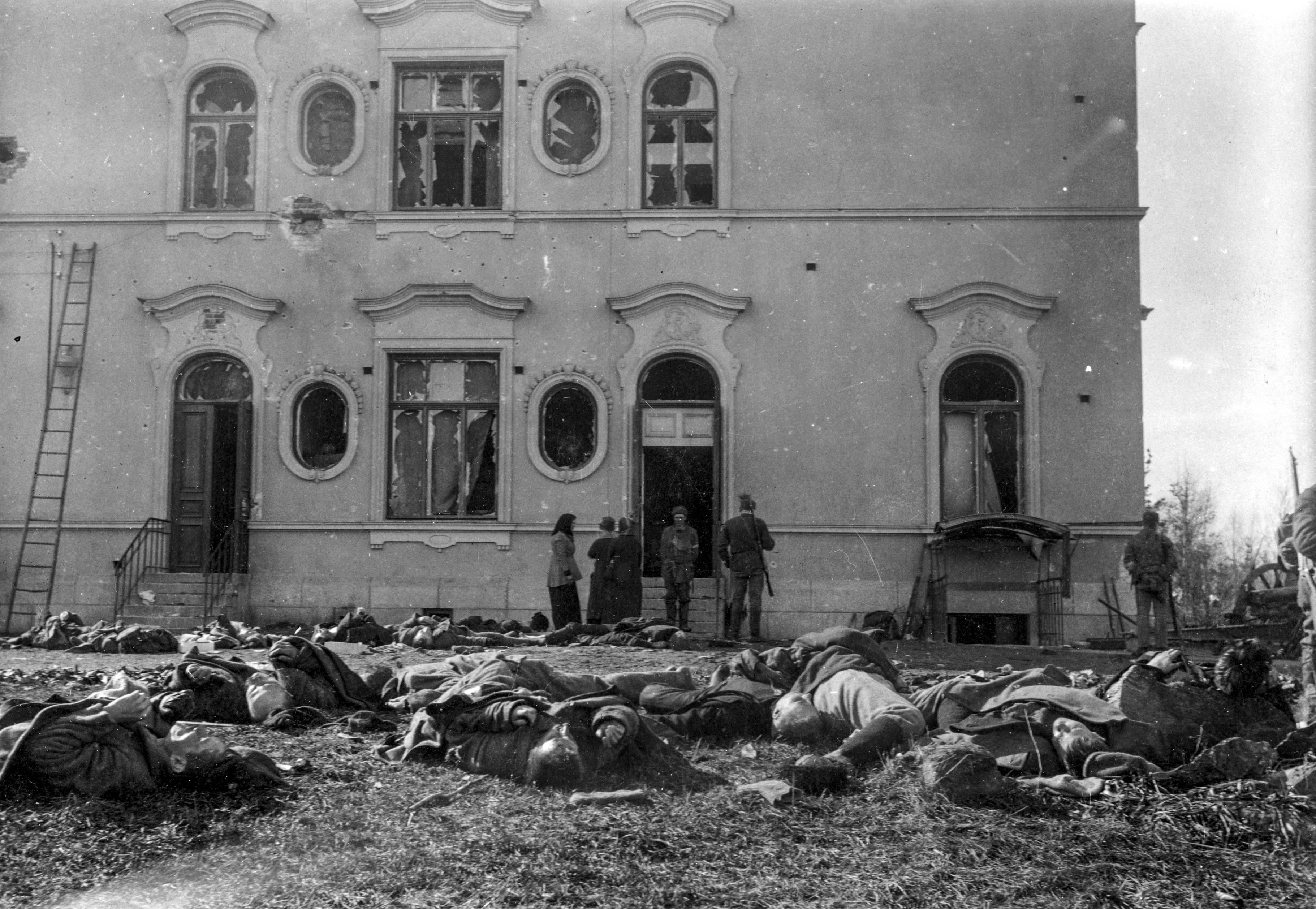
Zabici czerwoni przed pałacem Näsilinna

Liczba poległych w bitwie o Tampere nie jest ustalona. Szacuje się, że zginęło od 600 do 820 białych i od 600 do tysiąca czerwonych. Ponad tysiąc czerwonych i 200 Rosjan zostało straconych natychmiast po zakończeniu bitwy. Według niektórych źródeł w zbiorowym grobie na cmentarzu Kalevankangas pochowano 2751 czerwonych, z czego podczas walki poległo 1208. Baza danych o ofiarach wojen w Finlandii w latach 1914–1922 zawiera 824 nazwiska białych, 1087 czerwonych i 67 osób o nieznanych sympatiach lub neutralnych.
W bitwie o Tampere polegli po stronie białych poeta Juhani Siljo i parlamentarzysta Ernst Saari. Po stronie czerwonych walczył i zginął parlamentarzysta partii socjaldemokratycznej Juho Lehmus, walczył zaś (zginął 7 kwietnia w Helsinkach) olimpijczyk David Kolehmainen.

## Po bitwie

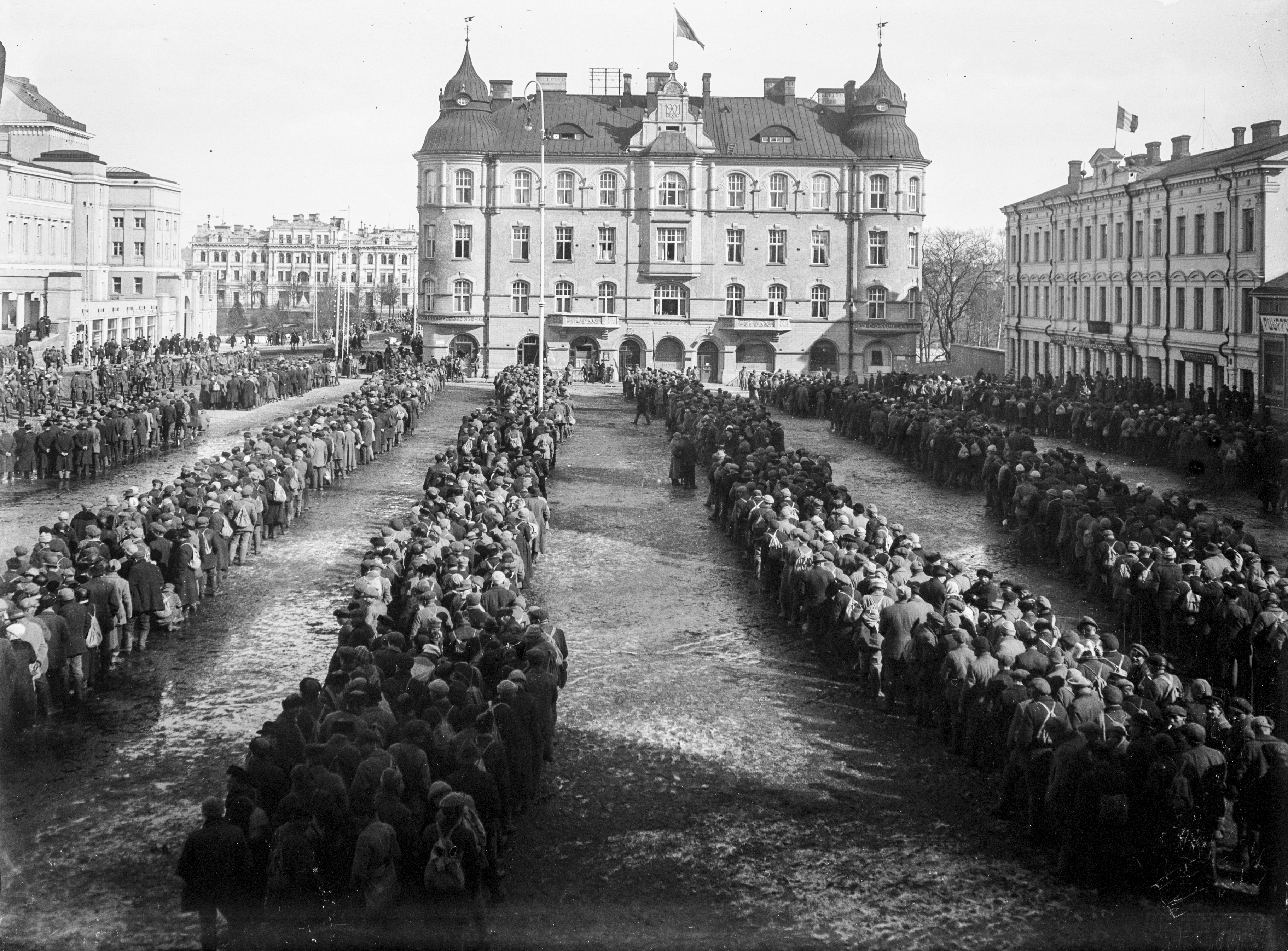
Wzięci do niewoli czerwoni na rynku w Tampere, 6 kwietnia 1918 r.

Biali rozpoczęli egzekucje czerwonych natychmiast po tym, gdy ci się poddali. Rozstrzelano do tysiąca osób, a także wszystkich Rosjan w Tampere (większość ze straconych 200 Rosjan była żołnierzami). Wśród straconych były także kobiety i dzieci, chociaż pojmane bojowniczki czerwonych nie były seryjnie rozstrzeliwane tak, jak po bitwach o Lahti i Wyborg. Nawet osoby, które nie brały udziału w bitwie lub nie były członkami Czerwonej Gwardii, były wtrącane do więzień i zabijane.
Jako że liczba kapitulujących była coraz większa, rozstrzelanie wszystkich okazało się niemożliwe. Ponad 10 tys. czerwonych zgromadzono na rynku głównym w Tampere, gdzie musieli stać przez blisko 24 godziny. Następnie jeńców przeniesiono do obozu urządzonego we wschodniej części dzielnicy Kaleva. Przez kolejne pięć miesięcy w obozie w Tampere zostało straconych lub zmarło wskutek głodu i chorób 1228 czerwonych.

## Upamiętnienie
Na miejscu, skąd przebieg bitwy obserwował dowódca białych Carl Gustaf Mannerheim, wznosi się jego pomnik.  Pomysł wzniesienia kontrowersyjnego upamiętnienia pojawił się w 1939 r. i miał on początkowo stanąć w parku Koskipuisto, ostatecznie jednak wzniesiono go w 1956 r. na wzgórzu oddalonym od Tampere o 8 km. Położony w odosobnionym miejscu pomnik wielokrotnie był dewastowany przez miejscowych anarchistów i innych lewicowych radykałów. Innym pomnikiem upamiętniającym zdobycie Tampere przez białych jest Statua Wolności (Vapaudenpatsas), autorstwa Viktora Janssona. Została ona w 1921 r. wzniesiona w parku Hämeenpuisto. Modelem dla figury był skrajnie prawicowy duchowny Elias Simojoki; Statua Wolności dzierży miecz, który kieruje w stronę Domu Robotniczego, położonego po drugiej stronie parku. Pomnik często nazywany jest Rummin-Jussi, tak, jak brzmiało przezwisko kata, białego Johannesa Froma, odpowiedzialnego za zabicie przynajmniej 70 czerwonych. W pobliżu cmentarza Kalevankangas znajduje się tablica ku czci brygady szwedzkiej, autorstwa Gunnara Finne.
Pomnik ku czci czerwonych został wzniesiony na cmentarzu Kalevankangas w 1941 r. Został zaprojektowany przez rzeźbiarza Jussiego Hietanenna, który jako piętnastolatek w 1918 r. był przetrzymywany w obozie Kalevankangas. Inny pomnik znajduje się w Pispali, gdzie poddali się ostatni czerwoni.